# Mercury Filmworks
Mercury Filmworks é um estúdio canadense de animação independente com sede em Ottawa, Canadá, que produz filmes de animação e programas de TV para várias empresas, como Disney, Nelvana, Universal e Warner Bros., bem como os próprios projetos originais da empresa.
Mercury forneceu a produção de animação Toon Boom para vários projetos da Disney Television Animation desde 2010. Antes de sua cooperação com a Disney Television Animation, eles forneceram animação adicional para a sequência de canções "Someone Like Me" no filme da DisneyToon Studios, The Tigger Movie.
A Mercury Flimworks foi fundada em 1997 em Vancouver por Clint Eland, que é o atual CEO. Em 2004, a Mercury Filmworks foi transferida para Toronto e depois para Ottawa, onde atualmente reside. Mercury é cerca de um dos cinco estúdios de animação locais que estão produzindo conteúdo para clientes em todo o mundo e ajudaram Ottawa a construir uma reputação como líder da indústria.
Mercury Filmworks tem mostrado um crescimento sólido nos últimos anos e atualmente emprega 250 pessoas em sua unidade de Ottawa.
Em 2014, o estúdio abriu uma operação autônoma chamada Mercury Filmworks Europe em Dublin, Irlanda.

## Séries de televisão
| Título                                 | Ano(s)        | Co-produção com                         | Notas                                         |
| -------------------------------------- | ------------- | --------------------------------------- | --------------------------------------------- |
| The Harveytoons Show                   | 1998          | Harvey Films                            | intro and film restoration                    |
| Ned's Newt                             | 1998–99       | Nelvana/Studio B Productions            | Temporada 2                                   |
| Yvon of the Yukon                      | 1999–2003     | Studio B Productions                    | pintura digital                               |
| Mega Babies                            | 2000          | CineGroupe                              |                                               |
| Rainbow Fish                           | 2000–2001     | Decode Entertainment                    |                                               |
| Rescue Heroes                          | 2000–2002     | Nelvana                                 | Temporadas 2-3                                |
| D'Myna Leagues                         | 2001–2002     | Studio B Productions                    | pintura digital                               |
| Undergrads                             | 2001          | Decode Entertainment                    | Pintura digital                               |
| Maggie and the Ferocious Beast         | 2002          | Nelvana                                 | Temporada 3                                   |
| The New Woody Woodpecker Show          | 2002          | Universal Cartoon Studios               | Temporada 3 (Pintura digital)                 |
| Dark Oracle                            | 2004-2005     | Cookie Jar                              | Temporada 1                                   |
| 6Teen                                  | 2004-2006     | Nelvana                                 | Temporadas 1–2                                |
| Mischief City                          | 2005          | Shaftesbury Films                       |                                               |
| Krypto the Superdog                    | 2005          | Warner Bros. Animation                  | composição e pintura                          |
| Gerald McBoing-Boing                   | 2005–2007     | Cookie Jar                              |                                               |
| Class of the Titans                    | 2005–2008     | Studio B Productions                    | Pintura digital                               |
| Grossology                             | 2006-2007     | Nelvana                                 | Temporada 1                                   |
| Ruby Gloom                             | 2006-2007     | Nelvana                                 |                                               |
| Weird Years                            | 2006          | Lenz Entertainment                      |                                               |
| Harry and His Bucket Full of Dinosaurs | 2007-2008     | CCI Entertainment                       | Temporada 2                                   |
| Wilbur                                 | 2007-2008     | Chilco Productions                      |                                               |
| Wayside                                | 2007-2008     | Nelvana                                 |                                               |
| World of Quest                         | 2008–2009     | Cookie Jar                              |                                               |
| Toot and Puddle                        | 2008          | National Geographic Kids                |                                               |
| Jimmy Two-Shoes                        | 2009-2011     | Breakthrough Entertainment              |                                               |
| Producing Parker                       | 2009-2011     | Breakthrough Entertainment              |                                               |
| Kick Buttowski: Suburban Daredevil     | 2010–2012     | Disney Television Animation             |                                               |
| Doodlebops Rockin’ Road Show           | 2010          | Cookie Jar                              |                                               |
| Fish Hooks                             | 2010–2014     | Disney Television Animation             |                                               |
| Jake and the Never Land Pirates        | 2011-2016     | Disney Television Animation             | Temporadas 1–4                                |
| Bad Seeds                              | 2013          | Nickelodeon Animation Studios           | piloto                                        |
| Mickey Mouse                           | 2013–presente | Disney Television Animation             |                                               |
| Stella and Sam                         | 2013-2014     | Radical Sheep Productions               | Temporada 1 e especiais                       |
| Wander Over Yonder                     | 2013-2014     | Disney Television Animation             | Temporada 1                                   |
| Fangbone!                              | 2014          | Radical Sheep Productions               | piloto                                        |
| Penn Zero: Part-Time Hero              | 2014–2015     | Disney Television Animation             | Temporada 1                                   |
| Star vs. the Forces of Evil            | 2015          | Disney Television Animation             | Temporada 1                                   |
| Pickle and Peanut                      | 2015          | Disney Television Animation             | "Greg"                                        |
| If You Give A Mouse A Cookie           | 2015–presente | Amazon Studios                          | Temporada 2 co-animado com Lighthouse Studios |
| The Lion Guard                         | 2016–2019     | Disney Television Animation             |                                               |
| Atomic Puppet                          | 2016-2017     | Gaumont Animation Technicolor Animation |                                               |
| Tangled: The Series                    | 2017–2020     | Disney Television Animation             |                                               |
| Legend of the Three Caballeros         | 2018          | Disney Digital Network                  | co-animado com Atomic Cartoons                |
| Hilda                                  | 2018–presente | Silvergate Media                        |                                               |
| The Bug Diaries                        | 2019–presente | Amazon Studios                          | animado por Lighthouse Studios                |
| Guardians of the Galaxy                | 2019          | Marvel Animation                        | "Black Vortex, Parte 1"                       |
| Kid Cosmic                             | 2020          | Netflix Animation                       |                                               |

## Especiais/curtas
| Título                                                          | Ano(s)        | Cliente                     | Notas                     |
| --------------------------------------------------------------- | ------------- | --------------------------- | ------------------------- |
| Little Witch                                                    | 1999          | Sony Wonder                 | pintura digital e efeitos |
| Santa Mouse and the Ratdeer                                     | 2000          | Sony Wonder                 | pintura digital           |
| Timothy Tweedle the First Christmas Elf                         | 2000          | Evening Sky                 |                           |
| Animated American                                               | 2008          | James Baker and Joe Haidar  | Filme curto               |
| Rapscallions                                                    | 2012          | Disney Television Animation | piloto                    |
| Shred Force                                                     | 2012          | Disney Television Animation | piloto                    |
| Thunderbeards                                                   | 2012          | Disney Television Animation | piloto                    |
| The Lion Guard: Return of the Roar                              | 2015          | Disney Television Animation |                           |
| Duck the Halls: A Mickey Mouse Christmas Special                | 2016          | Disney Television Animation |                           |
| Tangled: Before Ever After                                      | 2017          | Disney Television Animation |                           |
| The Scariest Story Ever: A Mickey Mouse Halloween Spooktacular! | 2017          | Disney Television Animation |                           |
| Oh Canada! A Coast to Coast Celebration of 150 Years            | 2017          |                             | Filme curto               |
| The Lion Guard: The Rise of Scar                                | 2017          | Disney Television Animation |                           |
| Canticos                                                        | 2018-presente | Encantos Media              |                           |

## Filmes
| Título                                 | Ano  | Cliente                        | Notas                                |
| -------------------------------------- | ---- | ------------------------------ | ------------------------------------ |
| The Tigger Movie                       | 2000 | DisneyToon Studios             | "Someone Like Me" sequência          |
| Joseph: King of Dreams                 | 2000 | DreamWorks Animation           |                                      |
| The Kid                                | 2001 | Nelvana                        |                                      |
| The Little Bear Movie                  | 2001 | Nelvana                        |                                      |
| The Powerpuff Girls Movie              | 2002 | Cartoon Network Studios        |                                      |
| Looney Tunes: Back in Action           | 2003 | Warner Bros. Feature Animation |                                      |
| Fat Albert                             | 2004 | 20th Century Fox               | animação                             |
| Legend of Frosty the Snowman           | 2005 | Classic Media                  | pintura digital adicional e montagem |
| Curious George                         | 2006 | Universal Animation Studios    | pintura digital e serviços           |
| Team Hot Wheels: The Origin of Awesome | 2014 | Mattel                         |                                      |